# Plas Mawr

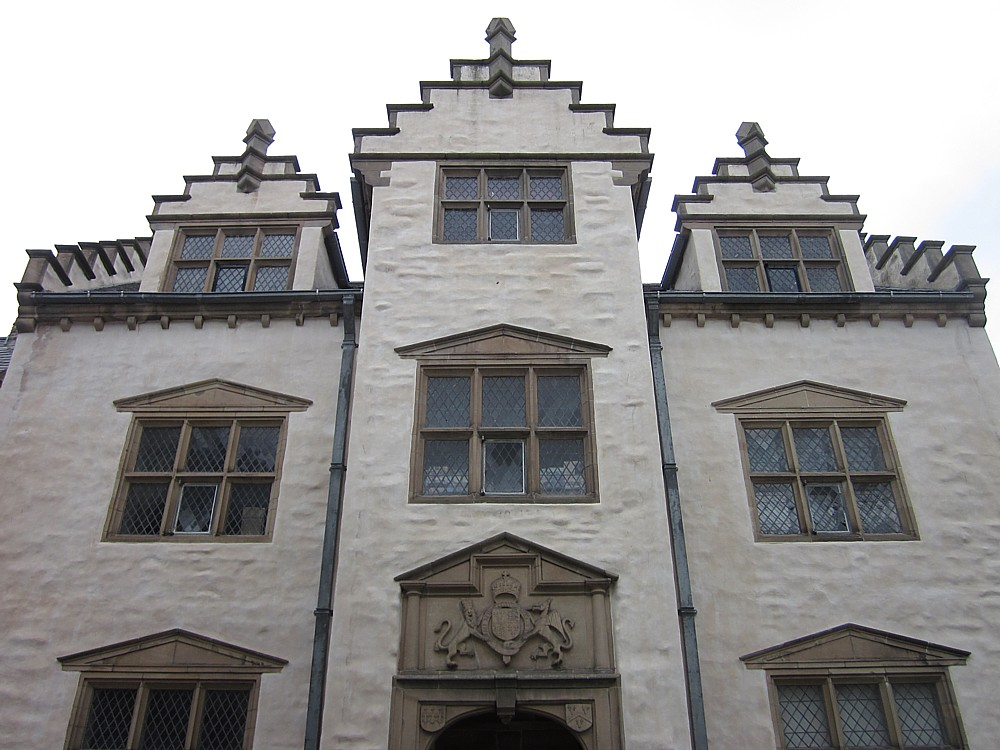
Plas Mawr Südansicht mit Torhaus

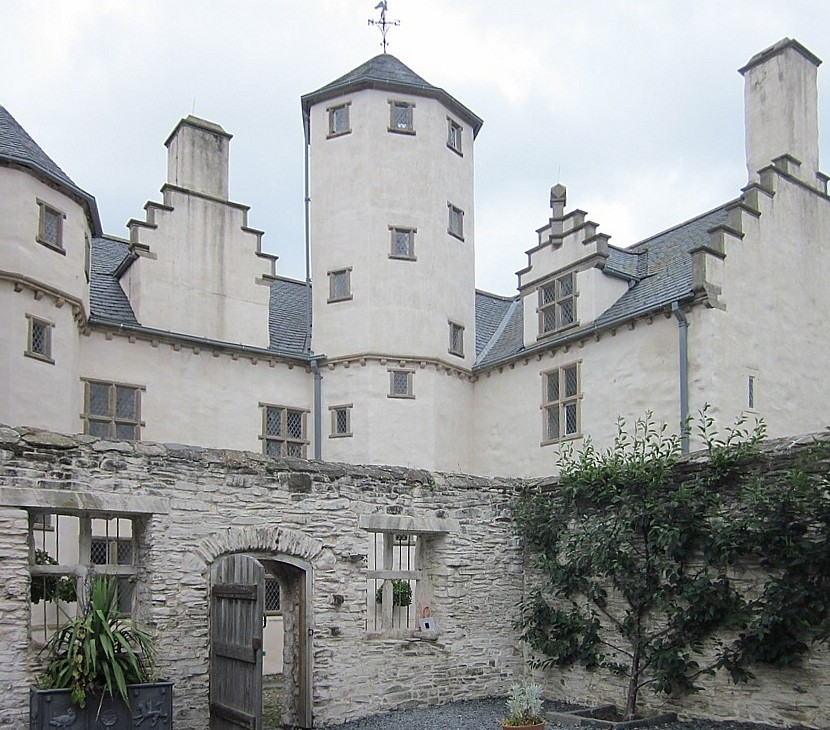
Westansicht mit Hauptgebäude und Turm vom Garten aus gesehen

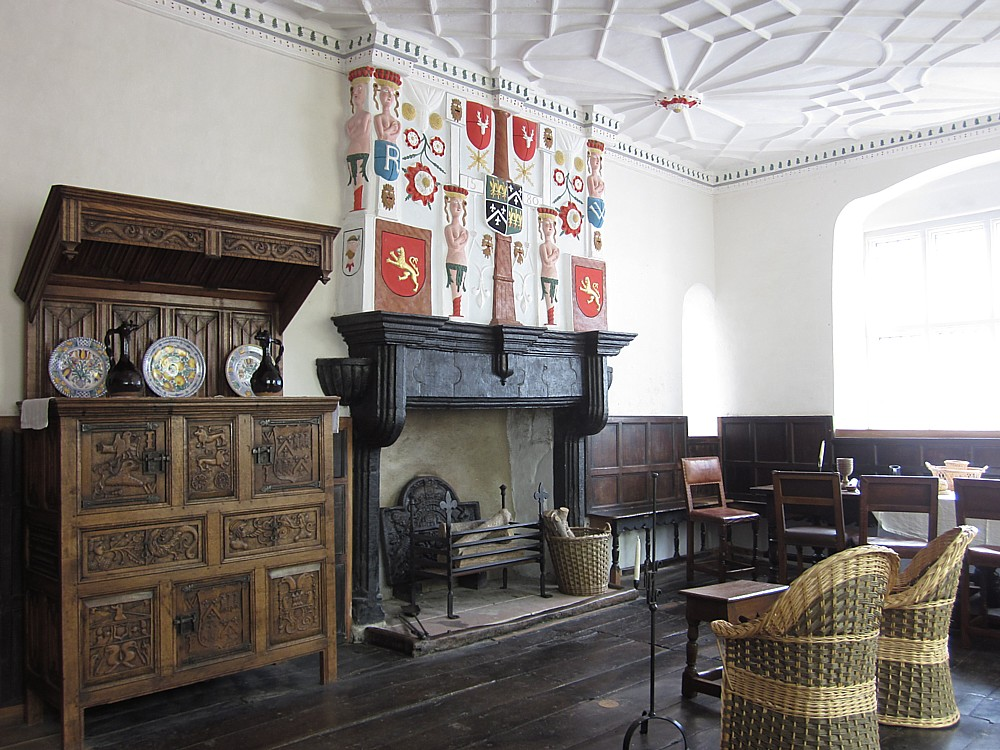
Halle im Südflügel mit kombinierten Wappen der Familien Wynn und Griffith über dem Kamin

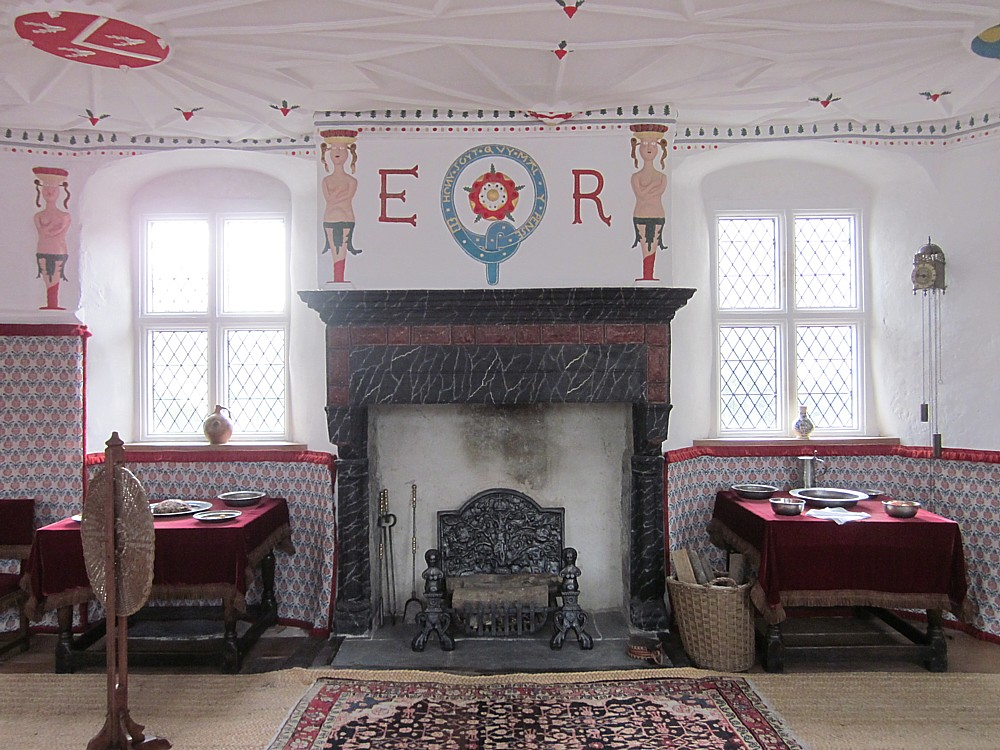
Saal im Mittelhaus mit dem Wappen des Hosenbandordens über dem Kamin

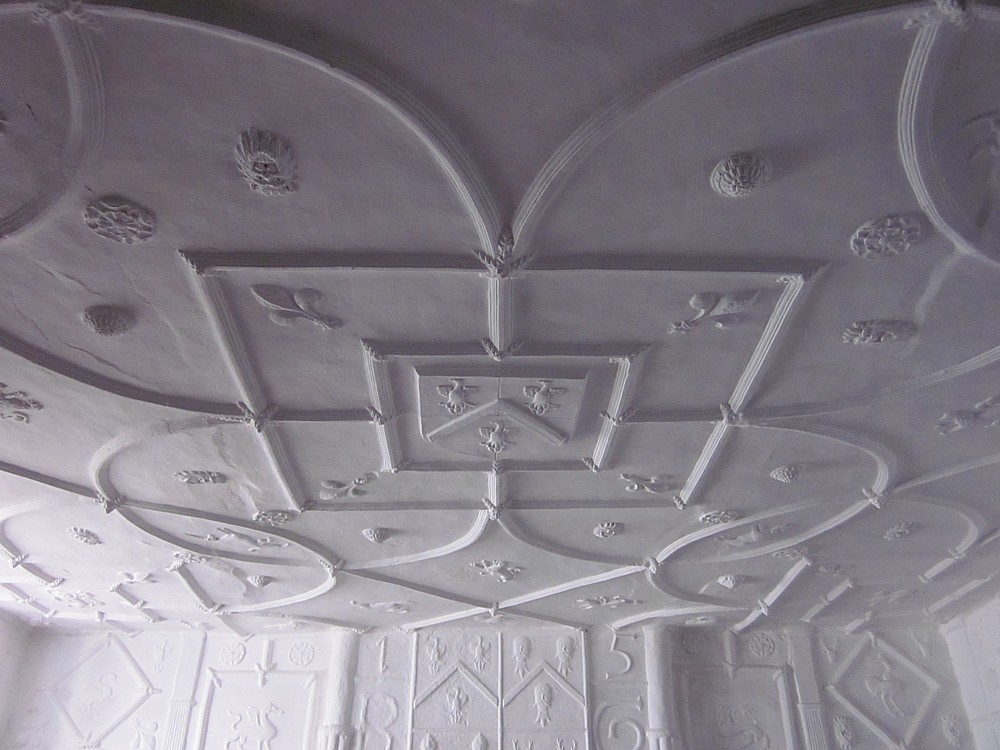
Sudhaus im Nordflügel mit Stuckdecke und Wandverputz

Plas Mawr (walisisch für Großer Palast) ist ein Stadthaus aus dem elisabethanischen Zeitalter im Ort Conwy in Wales. Plas Mawr wurde zwischen 1576 und 1585 von Robert Wynn errichtet und zählt im Vereinigten Königreich gemäß der Statutory List of Buildings of Special Architectural or Historic Interest nach Grade I zu den Bauwerken von außerordentlicher, teilweise internationaler Bedeutung.

## Geschichte
Robert Wynn stammte aus einer wohlhabenden Familie und trat zunächst in den Dienst von Sir Walter Stonor und Sir Philip Hoby, Verwalter und hochrangige Beamte von König Heinrich VIII. 1577 kämpfte Wynn bei der Belagerung von Boulogne-sur-Mer. Später nahm Wynn an Feldzügen in Schottland teil und bereiste ganz Europa. Er investierte in Ländereien in Nord-Wales und heiratete 1570 seine erste Frau, Dorothy Griffith, ein Mitglied des lokalen Adels. Im selben Jahr erwarb er für £ 200 ein bereits bestehendes Stadthaus in Conwy. 1576 kaufte er für £ 40 ein nördlich angrenzendes Grundstück. Anschließend begann er mit dem Bau des Nordflügels von Plas Mawr, der im folgenden Jahr fertiggestellt wurde. Danach wurde das noch vorhandene Herrenhaus abgetragen, um das vorhandene Fundament zu befestigen und Gräben für die Kanalisation zu ziehen. In dieser Zeit wohnte Wynn im Nordflügel. 1580 wurden das Mittelgebäude und der Südflügel fertiggestellt.
Wynn mietete daraufhin weitere Flächen im Norden von Plas Mawr an. Das Haus am südlichen Ende von Plas Mawr zur High Street kaufte Wynn 1585. Nach dem Abriss errichtete er dort ein Torhaus, das den neuen Eingang zum Plas Mawr bildete. Weitere Grundstücke wurden auf der Nord-Westseite des Hauses gekauft und in einem Ziergarten umgestaltet, womit die Gesamtkosten an Grundstückskäufen rund £ 300 betrugen. 
Diese drei Phasen des Hausbaus 1576/77, 1580 und 1585 wurden wahrscheinlich von verschiedenen Handwerkern ausgeführt. Die Dachkonstruktion hingegen fertigten allem Anschein nach dieselben Zimmerer für alle drei Teile des Gebäudes an. Die Gipsarbeiten im Mittelhaus und in den Seitenflügeln führte wahrscheinlich auch dieselbe Gruppe durch, wobei insgesamt 100 Tonnen Kalkputz verarbeitet wurden. Bauholz und Schiefer brachte man aus dem Conwy-Tal heran. Der Bruchstein stammte von den Hügeln nahe der Stadt, der Sandstein aus der Nähe von Deganwy. Die Kosten der Bauarbeiten beliefen sich insgesamt auf ungefähr £ 500.
Der Haushalt, in dem Unterhaltung und Gastfreundschaft dem sozialen Rang von Robert Wynn entsprechend eine große Rolle spielten, wurde von Obst- und Gemüsegärten, einer Reuse und einer Käserei beliefert, die zum Anwesen gehörten. Das Haus hatte seine eigenen Einrichtungen zum Brauen und Backen. Weitere Lebensmittel wurden in von regionalen Händlern gekauft.
Nachdem Dorothy Wynn 1586 verstorben war, heiratete Robert Wynn Dorothy Dymock, mit der er sieben Kinder hatte. Als Robert Wynn 1598 starb, hinterließ er ein unübersichtliches Testament, das Rechtsstreitigkeiten zwischen der Familie und dem Testamentsvollstrecker Sir Roger Mostyn auslöste. Der Streitfall stoppte jede weitere Entwicklung des Hauses bis zu seiner Lösung im Jahre 1630. Das Stadthaus ging schließlich 1637 an Robert Wynn, einen Enkel des Erbauers. In dieser Zeit gehörte das Anwesen hinsichtlich Qualität und Stil zu den führenden Häusern in dieser Gegend. 
1683 erbte Elin, die Tochter von Robert Wynn, das Haus und heiratete in die Familie Wynne ein. Später ging das Anwesen durch Heirat an die Familie Mostyn, die Plas Mawr in den nachfolgenden Jahrhunderten vermietete. Im 18. Jahrhundert wurden das Torhaus als Gerichtsgebäude verwendet und das Hauptgebäude in einfache Mietwohnungen unterteilt. Im 19. Jahrhundert waren im Haus eine Schule und kleine Geschäfte untergebracht. 1881 hatte das Haus 25 Bewohner. Auch wenn in dieser Zeit kleinere Änderungen wie der Einbau von Trennwänden vorgenommen wurden, so blieb das Gebäude weitgehend intakt. 1870 boten die Mostyns das Haus zum Verkauf an, erhielten aber keine Angebote.
In den 1880er Jahren machte sich die Royal Cambrian Academy of Art Sorgen über den Zustand des Plas Mawr. 1887 konnte mit der Familie Mostyn vereinbart werden, das Gebäude der Akademie als Hauptniederlassung zu überlassen. Die Architekten Arthur und Herbert Baker wurden beauftragt, das Gebäude zu begutachten, Reparaturen vorzunehmen und Änderungen aus dem 17. Jahrhundert zurückzubauen. JR Furness führte Konservierungen der Putzarbeiten durch. Auf der Nord-Westseite des Hauses wurde die Victoria Gallery gebaut, um Kunstausstellungen zu zeigen. Anlässlich des diamantenen Thronjubiläums von Königin Victoria 1887 fügte man eine Wetterfahne an die Spitze des Gebäudes. 
Zu Beginn des 20. Jahrhunderts war die historische Bedeutung von Plas Mawr zunehmend verstanden worden, zugleich stiegen die Kosten für die Instandhaltung des Hauses aber deutlich. Mitte des Jahrhunderts war der Sandstein korrodiert. Da die tragenden Holzbalken in schlechtem Zustand waren, nahm man vorsorglich die Stuckdecken ab. Die Royal Cambrian Academy of Art suchte nach staatlicher und privater Unterstützung, die aber nicht ausreichte, um das Gebäude zu erhalten. 1993 wurde das Haus der Kontrolle des Staates übergeben und kam unter die Aufsicht der walisischen Behörde für Denkmalpflege Cadw. 
Cadw führte in den nächsten 42 Monaten ein großes Restaurierungsprojekt durch, kombiniert mit detaillierten Vermessungen und archäologischen Analysen. Große Teile der Liegenschaft wurden wiederhergestellt, wie sie im Jahr 1665 ausgesehen hatten. Dazu zog man u. a. die Beschreibungen aus dem Testament des jüngeren Robert Wynn heran. Die Restaurierung umfasste die Installation von Originalen und Repliken der Inneneinrichtung und der Wandbehänge. Die Gipsarbeiten ergänzte man mit Hilfe von Verfahren, die denen aus dem 17. Jahrhundert ähnelten. Das Dachgeschoss stellte man dagegen nach seinem Erscheinungsbild aus dem 19. Jahrhundert wieder her. In anderen Teilen des Hauses schuf man Einrichtungen für Besucher. Die Victoria Gallery wurde 1995 abgerissen. Insgesamt betrugen die Kosten des Projekts £ 3,3 Mio. Die Gärten restaurierte man 2006 ebenfalls im Stil des Jahres 1665. Heute zählt Plas Mawr zu den wichtigsten Sehenswürdigkeiten von Nord-Wales.

## Architektur

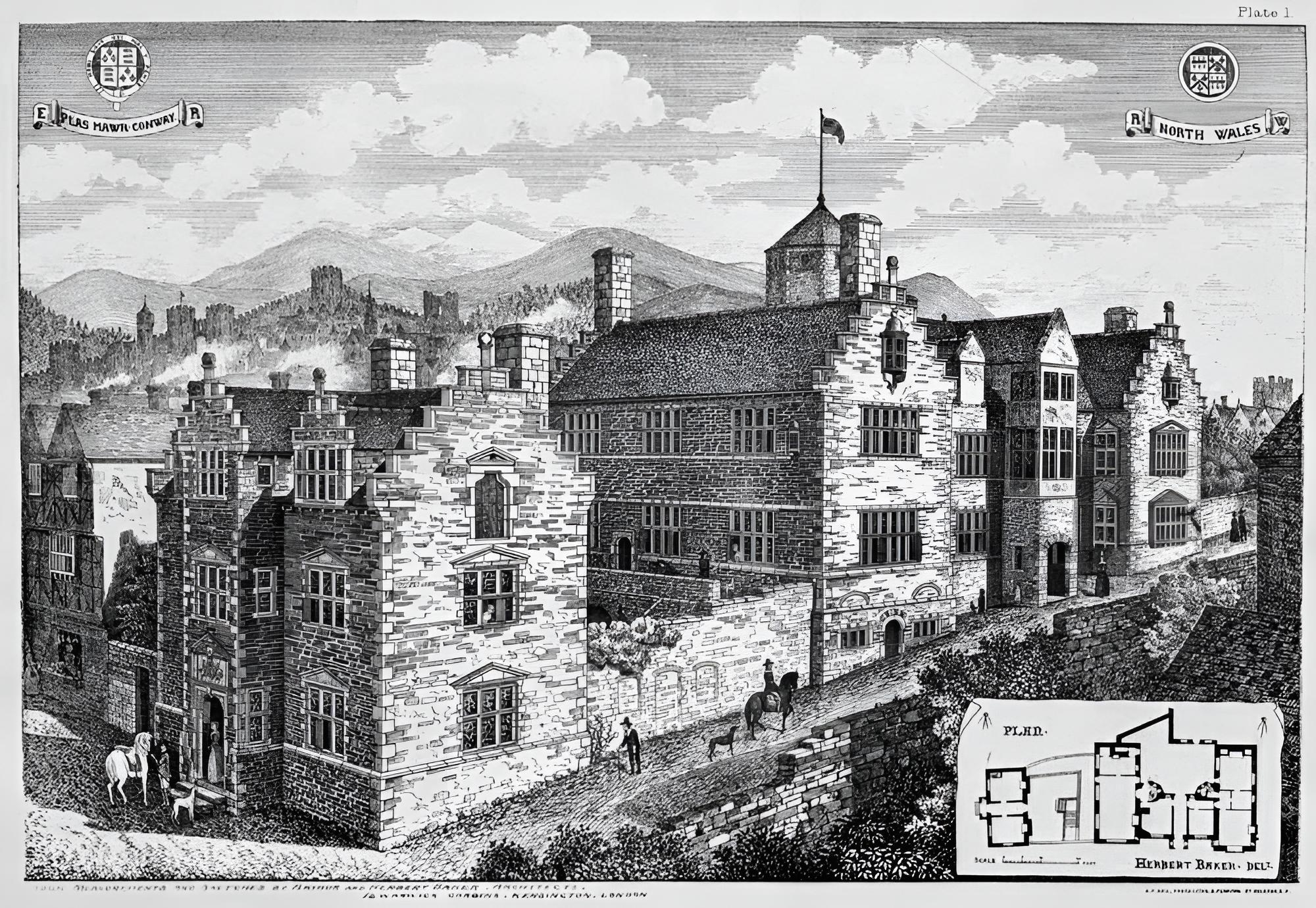
Arthur Baker: Plas Mawr (1888) mit Ansicht von Südosten: Torhaus (links vorne) und Hauptgebäude mit Turm (rechts hinten)

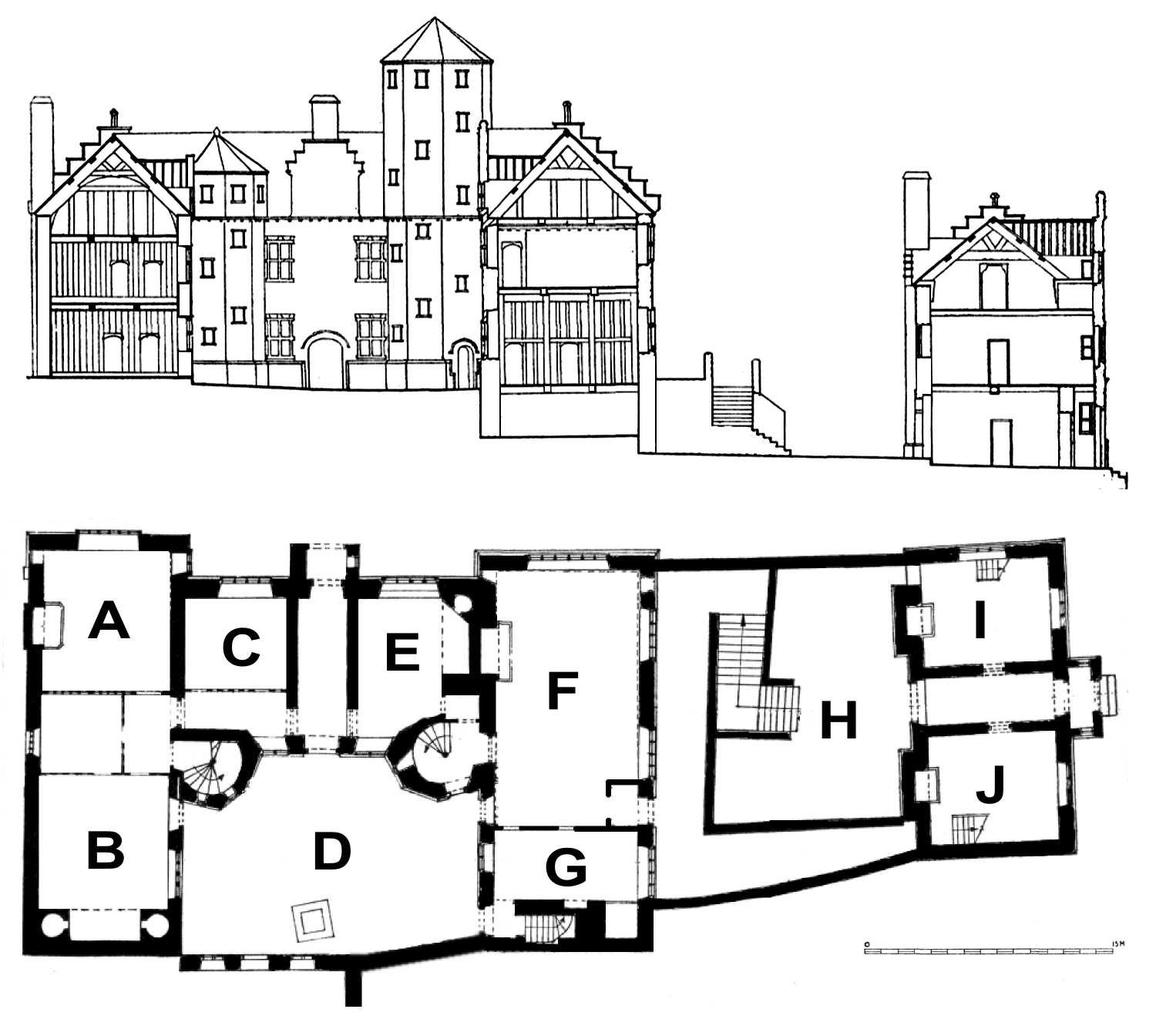
Westansicht und Grundriss von Plas Mawr: (A) Salon; (B) Brauhaus; (C) Speisekammer; (D) Oberer Hof; (E) Küche; (F) Halle; (G) Vorratskammer; (H) Unterer Hof; (I) und (J) Torhaus

Plas Mawr stammt architektonisch nahezu unverändert aus dem 16. Jahrhundert und ist damit ein seltenes Relikt aus dem elisabethanischen Zeitalter. Der architektonische Stil ist ein Produkt aus Renaissance-Einflüssen, die zu dieser Zeit in ganz Europa verbreitet waren. Robert Wynn verbrachte einige Zeit in Deutschland und verwendete bei Plas Mawr norddeutsche gotische Stilelemente, vor allem in der Fassade bei der Giebel- und Fenstergestaltung. Plas Mawr ähnelt sehr Eastbury Manor House, das mutmaßlich auf dem gleichen architektonischen Plan basiert. Die Architektur weist auch Einflüsse von Gebäuden aus dieser Zeit in Nord-Wales auf, insbesondere Gwydir Castle, das von Robert Wynns Vater John erbaut worden war. Robert Wynn war ein aufstrebendes Mitglied des Adels und sein Haus war nicht so groß oder so anspruchsvoll wie zeitgenössische Gebäude des Hochadels. 
Plas Mawr fehlt eine modische lange Galerie, die zu der Zeit in England sehr beliebt war und bereits in manchen walisischen Häusern Verwendung fand. Stattdessen hat sie einen hinteren Turm oder Belvedere, der deutlich über das Haus hinausragt und einen Blick über die Stadt Conwy bietet. Ein solcher Turm war zwar etwas antiquiert, wurde aber auch in vielen anderen Gebäuden der Familie Wynn einschließlich Bodysgallen Hall verwendet. Design und Sil des Plas Mawr beeinflussten andere zeitgenössische Bauvorhaben in Nord-Wales, wie z. B. die Renovierung von Gwydir Castle, Maenan Hall, Plas Mawr in Caernarfon und Hen Blas in Beaumaris. Plas Mawr hat auch später die Architektur des 19. und 20. Jahrhunderts in Conwy beeinflusst, wie an der Polizeistation und dem Castlebank Hotel zu sehen ist.
Moderne Besucher betreten das Haus in der Regel von der High Street im Süden und gelangen durch das Torhaus über den unteren Hof in die Halle des Hauptgebäudes. Das Torhaus war ein wichtiger Teil der elisabethanischen Architektur, da es dem Besucher einen entsprechend würdigen und repräsentativen Eintritt bieten soll. In den engen Städten hatten wenige Häuser den Platz für ein solches Torhaus. Ursprünglich waren im Torhaus eine Reihe von Zimmern für den Verwalter des Hauses, Richard Wynn, untergebracht. 
Das Mittelhaus und die beiden Flügel des Hauptgebäudes bilden eine H-Form mit den oberen Enden zu einer Seitenstraße hin. Die unteren Enden umfassen den oberen Hof, der fast alle Zimmer im Erdgeschoss verknüpft, sowie den Zugang zu den Kellern liefert. Im Südflügel befanden sich die Halle als Hauptraum des Hauses und die Vorratskammer mit Kammern darüber. Wahrscheinlich wurde die Halle von Beginn an, spätestens ab 1665 verwendet, um gewöhnliche Besucher zu empfangen und Dienstboten ihre Mahlzeiten einnehmen zu lassen. Traditionell lagen die Küchenräume am anderen Ende der Halle, aber Plas Mawr wich von diesem Entwurf ab. Küche und Speisekammer wurden in der Mitte des Gebäudes zwischen dem Wohnzimmer und Flur platziert.
Oberhalb dieser Zimmer befand sich der Saal, der das zeremonielle Zentrum des Hauses bildete. Im Nordflügel waren das Sudhaus und der Salon mit zwei Kammern über ihnen. Die privaten Schlafzimmer für die Familie und die Gäste wurden jeweils mit einem Kamin ausgestattet, ein wichtiges Statussymbol in der Zeit. In den Dachböden des Hauses war die Dienerschaft untergebracht. Es scheint, dass für den Saal ursprünglich ein offener Dachstuhl vorgesehen war, aber ein Fehler in der Konstruktion der Wände machte eine Stuckdecke erforderlich. 
Die Gärten hinter dem Haus waren ursprünglich im Stil der Renaissance angelegt worden. Die Neigung des Geländes von Plas Mawr erforderte die Anlage einer oberen und unteren Terrasse, die 2006 so angelegt und bepflanzt wurden, wie sie im Jahr 1665 vielleicht ausgesehen haben. Das Sommerhaus ist einem zeitgenössischen Gemälde nachgebildet.

## Stuckarbeiten

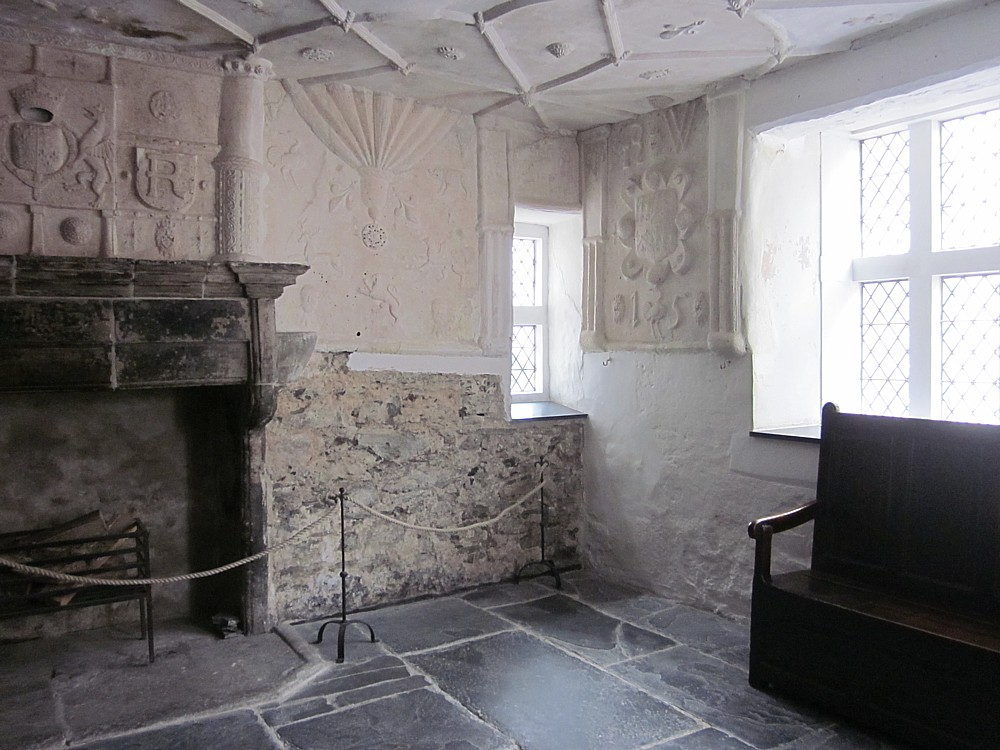
Salon im Nordflügel mit dem Wappen von Robert Wynn (RW) zwischen den beiden Fenstern

In sieben Zimmern konnten Wandverkleidungen und der ursprüngliche Verputz wiederhergestellt werden, der Wappen und Symbole zeigt. Die Stuckarbeiten beinhalten auch eine Reihe von klassischen Themen, aber diese sind nicht so gut wie die anderen Abzeichen und Embleme ausgeführt. Das Torhaus zeigt königliche Wappen, wie auch der Saal und der Salon, wahrscheinlich weil sich hier höhergestellte Gäste aufhielten. Die Wappen zahlreicher Könige sind im ganzen Haus zu finden, darunter Richard II., Richard III., Heinrich IV. und Heinrich VII. Die Wappen anderer prominenter Adliger, wie die Robert Dudley, sind ebenfalls im Haus angebracht. 22 verschiedene heraldische Embleme findet man an den Decken und Wänden des Nordflügels. In der Halle sieht man die kombinierten Wappen der Familien Wynn und Griffith, die einzeln im ganzen Haus auftreten. So zeigt der Verputz im Salon, im Sudhaus und in den Schlafgemächern das Wappen von Robert Wynn. Im 16. Jahrhundert spiegelte sich die Heraldik von Robert Wynn wohl auch in der Einrichtung des Hauses wider, einschließlich der Stoffe, Tassen und Bestecke.